# USS Bumper (SS-333)
USS Bumper (SS-333) – підводний човен військово-морських сил США типу «Балао», споруджений під час Другої Світової війни.
Човен спорудила компанія General Dynamics Electric Boat на корабельні у Ґротоні, штат Коннектикут. Після проходження випробувань поблизу Ньюпорту (Род-Айленд), в протоці Лонг-Айленд та поблизу Кі-Вест (Флорида) човен 28 лютого 1945-го вирушив до місця служби та 1 квітня прибув до Перл-Харбору, де увійшов до складу Тихоокеанського флоту.  

## Походи
Всього човен здійснив два бойові походи

### 1-й похід
22 квітня 1945-го Bumper вийшов з Перл-Харбору, на початку травня відвідав для бункерування острів Сайпан (Маріанські острови), після чого вирушив до району бойового патрулювання у північній частині Південнокитайського моря. Колись у цьому районі велась активна боротьба проти японського судноплавства (неофіційно він був відомий як «Конвой Коллідж»), проте тепер, за крок до поразки Японії, рух кораблів майже припинився і за весь похід Bumper не мав з ними зустрічі. 16 червня човен прибув на базу в затоці Субік-Бей (Філіппінські острови).

### 2-й похід
10 липня 1945-го човен вирушив до Сіамської затоки, де 15 липня біля півострова Малакка (узбережжя однієї з найпівденніших провінцій Таїланду Патані) потопив артилерійським вогнем шхуну. Через дві доби за п’ятсот кілометрів північніше Bumper випустив три торпеди та знищив невелике судно, котре стояло на якорі біля узбережжя Сіаму. 19 – 20 липня на виході з затоки (дещо більше ніж за сотню кілометрів на південний захід від найпівденнішого в’єтнамського мису Камау) човен атакував конвой. Спершу він безрезультатно випустив 13 торпед по японському есмінцю «Камікадзе» (пережив війну), після чого атакував та потопив танкер.
24 липня Bumper прибув до затоки Субік-Бей для отримання додаткових торпед, а за два дні відновив похід. На цей раз він мав завдання забезпечувати порятунок льотчиків в районі Сінгапуру. Тут 5 серпня біля острова Банка він потопив артилерійським вогнем буксир, котрий вів баржу, та виявлений на стоянці поблизу берега люгер. В ніч з 10 на 11 серпня 1945-го Bumper пройшов у надводному положенні протоку Ломбок та 15 серпня (на наступну добу після капітуляції Японії) прибув до Фрімантлу (західне узбережжя Австралії).

## Післявоєнна доля
Човен продовжував виконувати завдання у бойовому складі флоту США до 16 вересня 1950-го. За два місяці по тому його передали до складу військово-морських сил Туреччини, де кораблю присвоїли нове ім’я TCG Çanakkale (S 333). Наступну чверть століття колишній Bumper служив у турецькому флоті, допоки не був демобілізований 11 серпня 1976 року.

## Бойовий рахунок
| Дата       | Назва         | Тип    | Тоннаж | Місце          |
| 20.07.1945 | Кйоєй Мару №3 | танкер | 1189   | 8°8'N 103°40'E |